# Marian Brunon Piasecki
Marian Brunon Piasecki (ur. 6 października 1904 w Stanisławowie, zm. 5 grudnia 1980 w Otrębusach) – polski geodeta, współtwórca fotogrametrii lotniczej w Polsce.

## Życiorys
Urodził się 6 października 1904 w Stanisławowie, w rodzinie Tomasza i Anny z Piątkowskich. Był bratem Juliana Mariana i Józefa Mariana. Po ukończeniu w 1923 roku Gimnazjum Wojciecha Górskiego w Warszawie, studiował na Wydziale Geodezji Politechniki Warszawskiej, otrzymując w 1927 roku dyplom inżyniera geodety. W roku 1927 został asystentem przy Katedrze Geometrii Wykreślnej na Wydziale Inżynierii Lądowej PW, a w następnym roku również asystentem w Katedrze Geodezji Wyższej. W 1929 roku otrzymał stypendium na półroczne studia zagraniczne. Odbył staże w: Dreźnie, na politechnice w Pradze, w Service Topograohique Federal w Szwajcarii, w Instytucie Geograficznym we Florencji i Rzymie oraz w Instytucie Geograficznym w Paryżu – wszędzie tam poznawał m.in. zagadnienia związane z fotogrametrią.
W 1930 roku na zlecenie Polskich Linii Lotniczych LOT zorganizował Wydział Aerofotogrametryczny (tzw. „Fotolot”), którym kierował do II wojny światowej, pracując jednocześnie naukowo na Politechnice Warszawskiej. W tym samym roku wydał pierwszy w języku polskim podręcznik fotogrametrii Współczesne metody i przyrządy fotogrametryczne. Po wybuchu II wojny światowej ewakuował się do Rumunii, a następnie do Francji, gdzie prowadził prace geodezyjno-obliczeniowe związane z opracowaniem zdjęć lotniczych we Francuskim Wojskowym Instytucie Geograficznym, a po zajęciu Francji przez Niemcy działał w ruchu oporu i pracował na rzecz Polskiego Czerwonego Krzyża.
Do Polski powrócił w roku 1946. Najpierw pracował jako adiunkt w Zakładzie Geodezji Wyższej Politechniki Warszawskiej (PW), a także został kierownikiem pracowni fotogrametrycznej w Geodezyjnym Instytucie Naukowo-Badawczym. Trzy lata później został adiunktem w Zakładzie Fotogrametrii Wydziału Geodezji PW. W roku 1952 otrzymał stopień doktora nauk technicznych i został zastępcą profesora w Katedrze Geodezji PW oraz doradcą Biura Techniki Centralnego Urzędu Geodezji i Kartografii. W 1955 roku otrzymał tytuł profesora nadzwyczajnego, a w 1966 roku profesora zwyczajnego. Od 1961 do 1970 był zatrudniony na stanowisku kierownika Katedry Fotogrametrii na Wydziale Geodezji PW, a następnie (do 1975) był kierownikiem Zakładu Fotogrametrii w Instytucie Fotogrametrii i Kartografii wydziału Geodezji i Kartografii PW.
Piasecki był działaczem Stowarzyszenia Inżynierów Mierniczych, Warszawskiego Towarzystwa Politechnicznego, Towarzystwa Urbanistów Polskich, Automobilklubu oraz Stowarzyszenia Geodetów Polskich. Otrzymał tytuł Członka Honorowego SGP. W 1932 roku był współzałożycielem Polskiego Towarzystwa Fotogrametrycznego (PTF), a po wojnie jego przewodniczącym. Był jednym z czołowych specjalistów w dziedzinie fotogrametrii w Europie, działał w Międzynarodowym Towarzystwie Fotogrametrycznym (MTF). 
Zmarł 5 grudnia 1980 roku w Otrębusach, pochowany na cmentarzu w Brwinowie.

## Publikacje
- 1930: Współczesne metody i przyrządy fotogrametryczne
- 1952: Fotogrametria płaska
- 1958: Fotogrametria lotnicza i naziemna (wyd. rozszerzone – 1968 i 1973)

Źródło

## Ordery i odznaczenia
- Krzyż Kawalerski Orderu Odrodzenia Polski
- Złoty Krzyż Zasługi
- Medal 10-lecia Polski Ludowej (19 stycznia 1955)[5]
- Srebrny Medal „Za zasługi dla obronności kraju”
- Brązowy Medal „Za zasługi dla obronności kraju”
- Złota Odznaka „Za zasługi w dziedzinie geodezji i kartografii”
- Złota Odznaka Honorowa NOT
- Złota Oznaka SGP

Źródła